# Fame Factory
Fame Factory var en svensk reality-TV-serie med start 2002 som gick på TV 3 i form av en musiktalangtävling med Bert Karlsson som ledande inslag. Programmet pågick i fyra säsonger (den tredje säsongen var uppdelad i två terminer; en höst- och vårtermin). Chef för skolan, lärare rektorer och elever och upplägg i programmet var Mikael Gordon-Solfors från Wallmans Nöjen, producent var produktionsbolaget Strix och Joachim Janckert. Rektorerna har varit Micke Grahn (säsong 1 & 3:1), Monica Einarson (säsong 2), Bengt Palmers (säsong 3:2) och Lotta Engberg (säsong 4). Fame Factory lades ner efter fyra säsonger, där den sista säsongen sändes 2005.
Säsong 1, 2 och 3 bodde de tävlande i Skara. Säsong 1 var veckofinalerna på Rosers salonger i Skara men slutfinalen var på Paroc-fabriken i Skövde. Säsong 2 var finalerna i Olssons Lada i Skövde och säsong 3 på Hovet i Stockholm. Säsong 4 både bodde man och tävlade i Skara köpstad, där även finalerna genomfördes.
Liknande talangjakter finns i flera länder under namn som Star Academy ("stjärnakademin"), Operacion Triunfo (i Spanien, Italien och Sydamerika, och Fabrika zvjozd (Фабрика звёзд, "stjärnfabriken", i Ryssland).

## Artister i Fame Factory

### Säsong 1
- Jessica Andersson
- Magnus Bäcklund (Vinnare)
- Andrés Esteche
- Anna-Klara Folin
- Fernando Fuentes Vargas
- Mathias Holmgren
- Markus Landgren
- Victoria Limenza
- David Lindgren
- Michael Michailoff
- Wictoria Nilsson
- Maria Pensar
- Patrik Rasmussen
- Emil Sigfridsson
- Hannah Westin
- Erik Prydz

### Säsong 2
- Johanna Bjurenstedt Gustafsson
- David Castaneda
- Simon Forsberg
- Ida Hedberg
- Anders Fernette (numera Rittmo, vinnare)
- Morgan Johansson
- Sophie Johansson
- Ulrika Lundkvist
- Mia Löfgren
- Dajana Lööf
- Martin Nilsson
- Per Norberg
- Dennis Radoicic
- Peter Simson
- Jerker Tenenbaum
- Johan Thorsell

### Säsong 3
- Theresa Andréasson
- Johan Becker  (Vinnare)
- Sabina Baltzar-Roth
- Calle Bergström
- Johan Bergström
- Sandra Dahlberg (6:a)
- Martina Edoff
- Elena Ermanova
- Fredrik Furu
- Maja Gullstrand (8:a)
- Elin Hedberg
- Pauline Högberg
- Jimmy Jansson (4:a)
- Sara Löfgren (7:a)
- Karl Martindahl (2:a)
- Andreas Martinelle
- Annie Nordin
- Andreas Novak
- Martin Olsen
- Katja Ottosson
- Modupeh Sowe
- Carola Szücs (numera Becker, 5:a)
- Andreas Wistrand
- Robert Zuddas
- Marcus Öhrn
- Johan Östberg (3:a)

### Säsong 4
- Pontus Assarsson (finalist)
- Linda Bengtzing
- Andrea Bonde
- Annis Brander
- Camilla Håkansson
- Andreas Johansson
- Emma Karlsson (finalist)
- Victoria Limenza
- Anders Nystedt
- Jessica Olsson
- Sandra Oxenryd (Vinnare)
- Mikaela Pettersson
- Ida Pihlgren (finalist)
- Johanna Sailon
- Alexander Schöld
- Staffan Stridsberg
- Ida Sundelius
- Patrik Öhlund (finalist)

## Övriga personer
- Micke Svahn (Pianist/Låtinstuderare/Jam-lärare/Låtskrivare)

Husbandet samtliga säsonger:
- Ola Johansson - Trummor
- Janne Stål - Bas
- Stefan Jonsson- Gitarr
- Carl Utbult - Keyboard
- Stefan Brunzell - Keyboard
- Stig Lindell - Kapellmästare/Arrangör/Keyboard